# Dis-moi
Pour l’article homonyme, voir Dis-moi....
Dis-moi est un moyen métrage français de Paul Vecchiali sorti en 2006. Ce film a été présenté au troisième festival du film de Brive en juin 2006.

## Synopsis
À la plage à Ramatuelle, un vieux cinéaste est reconnu par un homme qui lui propose de tourner ses propres aventures au cinéma ; mais le vieil homme refuse. Est-ce un simple alibi ?

## Fiche technique
- Titre : Dis-moi
- Réalisation, scénario, dialogues : Paul Vecchiali
- Image : Pierre Botiglione
- Son : Jean-Claude Chevalier
- Montage : Emmanuel Broche
- Production : Antiprod
- Pays :  France
- Langue : français
- Format : couleur - Digital Video - son stéréo
- Durée : 36 minutes

## Distribution
- Yves Réjasse
- Paul Vecchiali : le cinéaste[3]